# Pordenone (tỉnh)
Tỉnh Pordenone (tiếng ý: Provincia di Pordenone) là một tỉnh ở vùng tự trị Friuli-Venezia Giulia của Ý. Tỉnh lỵ là thành phố Pordenone. Tỉnh này đã được tách khỏi tỉnh Udine năm 1968.
Tỉnh này có diện tích 2.273 km², tổng dân số là 286.198 người năm 2001. Có 51 đô thị ở trong tỉnh này ( Lưu trữ ngày 7 tháng 8 năm 2007 tại Wayback Machine). Tại thời điểm 2005, các đô thị xếp theo dân số là:
| Đô thị                  | Dân số |
| ----------------------- | ------ |
| Pordenone               | 50.924 |
| Sacile                  | 19.515 |
| Cordenons               | 17.822 |
| Porcia                  | 14.349 |
| Azzano Decimo           | 13.823 |
| San Vito al Tagliamento | 13.783 |
| Spilimbergo             | 11.611 |
| Maniago                 | 11.463 |
| Fiume Veneto            | 10.739 |
| Fontanafredda           | 10.132 |
| Aviano                  | 8.750  |
| Brugnera                | 8.550  |
| Zoppola                 | 8.242  |
| Casarsa della Delizia   | 8.217  |
| Prata di Pordenone      | 7.548  |
| Pasiano di Pordenone    | 7.527  |
| Caneva                  | 6.370  |
| Sesto al Reghena        | 5.720  |
| Roveredo in Piano       | 5.145  |